# Срости
Сро́сти (рос. Сросты) — село у складі Єгор'євського району Алтайського краю, Росія. Адміністративний центр Сростинської сільської ради.

## Населення
Населення — 1966 осіб (2010; 2017 у 2002).
Національний склад (станом на 2002 рік):
- росіяни — 95 %